# بالومار 2
بالومار 2 هي مجرة تتبع كوكبة ممسك الأعنة. اكتشفها ألبرت جورج ويلسون في 1955.

## روابط خارجية
- بالومار 2 على موقع ويكي سكاي: DSS2, SDSS, GALEX, IRAS, Hydrogen α, X-Ray, Astrophoto, Sky Map, Articles and images